# 万塞勒
万塞勒（法語：Vincelles，法語發音：[vɛ̃sɛl]）是法国勃艮第-弗朗什-孔泰大区约讷省的一个市镇，属于欧塞尔区。

## 地理
万塞勒（47°42'15"N, 3°37'54"E）面积12.53 平方千米，位于法国勃艮第-弗朗什-孔泰大區约讷省，该省份为法国中北部内陆省份，西接卢瓦雷省，西北接塞纳-马恩省，南至涅夫勒省，东临科多尔省，东北与奥布省接壤。
与万塞勒接壤的市镇（或旧市镇、城区）包括：埃科利沃圣卡米耶、巴扎尔讷、库朗日拉维讷斯、伊朗锡、瓦勒德梅尔西、万斯洛特、双河村。

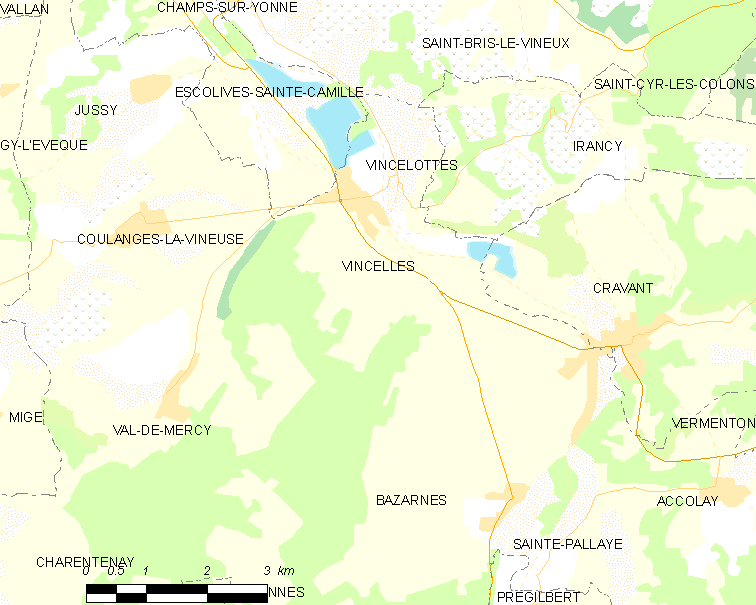
万塞勒的OSM定位图

万塞勒的时区为UTC+01:00、UTC+02:00（夏令时）。

## 行政
万塞勒的邮政编码为89290，INSEE市镇编码为89478。

## 政治
万塞勒所属的省级选区为万塞勒县。

## 人口

1962-2008年间万塞勒人口变化图示

万塞勒于2022年1月1日时的人口数量为910人。